# Diecéze assavská
Diecéze Assava je titulární diecéze římskokatolické církve. 

## Historie
Assava, identifikovatelná s Hammam-Guergour v dnešním Alžírsku, je starobylé biskupské sídlo nacházející se v římské provincii Mauretania Sitifensis.
Jsou známý tři biskupové této diecéze: na koncilu v Kartágu roku 411, se shromáždili katoličtí biskupové a donatisté římské Afriky, zúčastnil se Sestilius a donatista Marcianus; Vitalius se zúčastnil synodu vandalského krále Hunericha v Kartágu roku 484.
Dnes je využívána jako titulární biskupské sídlo; současným titulárním biskupem je Piotr Greger, pomocný biskup bílsko-żywiecké diecéze.

## Seznam biskupů
- Sestilius (zmíněn roku 411)
  - Marcianus (zmíněn roku 411) (biskup donatista)
- Vitalius (zmíněn roku 484)

## Seznam titulárních biskupů
- 1950 - 1956 Alfred-Jean Guyomard, O.M.I.
- 1956 - 1972 Ramón J. Lizardi
- 1972 - 1978 Magín Camerino Torreblanca Reyes
- 1978 - 2001 Alberto Aurelio Brazzini Diaz-Ufano
- 2001 - 2011 Jonás Guerrero Corona
- 2011 - 2011 José Aparecido Hergesse, C.R.
- od 2011 Piotr Greger